# Trzęsienie ziemi w Petrinji (2020)
Trzęsienie ziemi w Petrinji – trzęsienie ziemi o dużej mocy, które 29 grudnia 2020 nawiedziło centralną część Chorwacji.
Magnituda wstrząsu wyniosła 6,4 Mw (6,2 ML), a jego epicentrum znajdowało się w okręgu Sisak-Moslawina w Chorwacji, Epicentrum wstrząsu zlokalizowano w Strašniku, wiosce 3 km na zachód-południowy zachód od Petrinji. Maksymalną odczuwaną intensywność oszacowano od VIII do IX w Europejskiej skali makrosejsmicznej. Przed wstrząsem głównym doszło do trzech wstrząsów wstępnych, z których najsilniejszy miał siłę 5,2 Mw poprzedniego dnia. Po trzęsieniu ziemi nastąpiły liczne wstrząsy wtórne, z których najsilniejsze miały siłę 4,9 Mw.
Siedem osób zginęło, 26 innych zostało rannych, a sześć odniosło poważne obrażenia. W Petrinji wiele budynków zostało zniszczonych lub poważnie uszkodzonych. Burmistrz Petrinji Darinko Dumbović powiedział, że połowa miasta została zniszczona.
Trzęsienie ziemi było odczuwalne w całej północnej Chorwacji, a także w dużej części Słowenii, Austrii, Bośni i Hercegowiny, Serbii, Węgier, Słowacji i Włoch, a także w niektórych częściach Czarnogóry, Niemiec i Czech.

## Otoczenie tektoniczne
Epicentrum znajduje się na pagórkowatym terenie na południe od aluwialnej równiny Kupa-Sava, z górą Zrinska gora i resztą Alp Dynarskich na południu.
Obszar sejsmiczny Pokuplja biegnie wzdłuż doliny rzeki Kupy od Karlovaca do Sisaka. Obszar ten został dotknięty kilkoma historycznymi trzęsieniami ziemi, z których najbardziej znanym było główne wydarzenie w 1909 roku z epicentrum w pobliżu Pokupska, ze wstrząsami wtórnymi trwającymi do następnego roku. Maksymalne odczuwalne natężenie VIII w skali MCS. Ta sejsmiczność została powiązana z reaktywacją normalnych uskoków o kierunku północno-południowo-wschodnim, które tworzą południowo-zachodnią granicę basenu panońskiego.
Ostatnie trzęsienie ziemi na terytorium Chorwacji o sile 6,0 ML miało miejsce w Stonie w 1996 roku. W 1880 roku na północny wschód od Zagrzebia doszło do wstrząsów o sile 6,3 ML. W marcu 2020 Zagrzeb nawiedziło trzęsienie ziemi o sile 5,5 ML.

## Trzęsienie ziemi
Trzęsienie ziemi miało siłę 6,4 Mw i znajdowało się na głębokości 10 km według ANSS i Europejskiego Centrum Sejsmologicznego (EMSC), podczas gdy sejsmologiczne badania Chorwacji odnotowały 6,2 ML. Maksymalne odczuwane natężenie wynosiło od VIII do IX w europejskiej skali makrosejsmicznej (EMS) i IX w zmodyfikowanej skali intensywności Mercalliego (MMI).
Lokalizacja i głębokość tego zdarzenia wskazują, że było to trzęsienie ziemi wewnątrzpłytkowe, które nastąpiło w wyniku płytkiego uskoku poślizgowego na płycie Eurazjatyckiej. Obliczony mechanizm ogniskowej zdarzenia wskazuje, że pęknięcie nastąpiło na prawie pionowym uskoku uderzającym albo na południowy wschód, albo południowy zachód.
Chorwackie służby sejsmologiczne oszacowały epicentrum trzęsienia ziemi na 45°24′00,7″N 16°13′07,3″E/45,400200 16,218700 (45.4002, 16.2187), położony w pobliżu wioski Strašnik, w miejscowości Petrinja.

### Wstrząsy przednie
Trzy przedwczesne wstrząsy uderzyły w ten sam obszar poprzedniego dnia, a ich szacowana przez CSS magnituda to 5,0, 4,7 i 4,1.
| Data       | Godzina (UTC) | M   | MMI | Głębokość | Przypis |
| ---------- | ------------- | --- | --- | --------- | ------- |
| 28 grudnia | 05:28         | 5.2 | VII | 10.0 km   | [ 16 ]  |
| 28 grudnia | 06:49         | 4.7 | VI  | 10.0 km   | [ 17 ]  |

### Wstrząsy wtórne
Według CSS zarejestrowano 16 wstrząsów wtórnych ML 3,0 lub więcej w ciągu sześciu godzin od głównego wstrząsu.
| Data        | Godzina (UTC) | M   | MMI | Głębokość | Przypis |
| ----------- | ------------- | --- | --- | --------- | ------- |
| 29 grudnia  | 12:34         | 4.4 | VI  | 10.0 km   | [ 18 ]  |
| 30 grudnia  | 05:15         | 4.8 | V   | 10.0 km   | [ 19 ]  |
| 30 grudnia  | 05:26         | 4.7 | IV  | 10.0 km   | [ 20 ]  |
| 31 grudnia  | 08:15         | 3.7 | V   | 10.0 km   | [ 21 ]  |
| 2 stycznia  | 18:00         | 3.4 | III | 9.3 km    | [ 22 ]  |
| 4 stycznia  | 06:49         | 4.4 | III | 10.0 km   | [ 23 ]  |
| 5 stycznia  | 06:11         | 3.3 | II  | 10.0 km   | [ 24 ]  |
| 6 stycznia  | 17:01         | 4.9 | V   | 10.0 km   | [ 25 ]  |
| 7 stycznia  | 11:06         | 4.0 | III | 9.9 km    | [ 26 ]  |
| 9 stycznia  | 21:29         | 4.8 | VI  | 8.7 km    | [ 27 ]  |
| 10 stycznia | 23:28         | 3.8 | IV  | 9.6 km    | [ 28 ]  |
| 15 stycznia | 12:01         | 4.4 | II  | 10.0 km   | [ 29 ]  |

## Szkody
Najbardziej ucierpiało miasto Petrinja, gdzie wiele budynków zawaliło się i doszło do poważnej przerwy w dostawie prądu. Uszkodzenia i przerwy w dostawie prądu odnotowano również w Dvor, Glina, Gvozd, Hrvatska Kostajnica, Kutina, Sisak, Sunja, Topusko, Velika Gorica i Zagrzeb, a także w sąsiednich krajach Bośni i Hercegowinie oraz Słowenii.

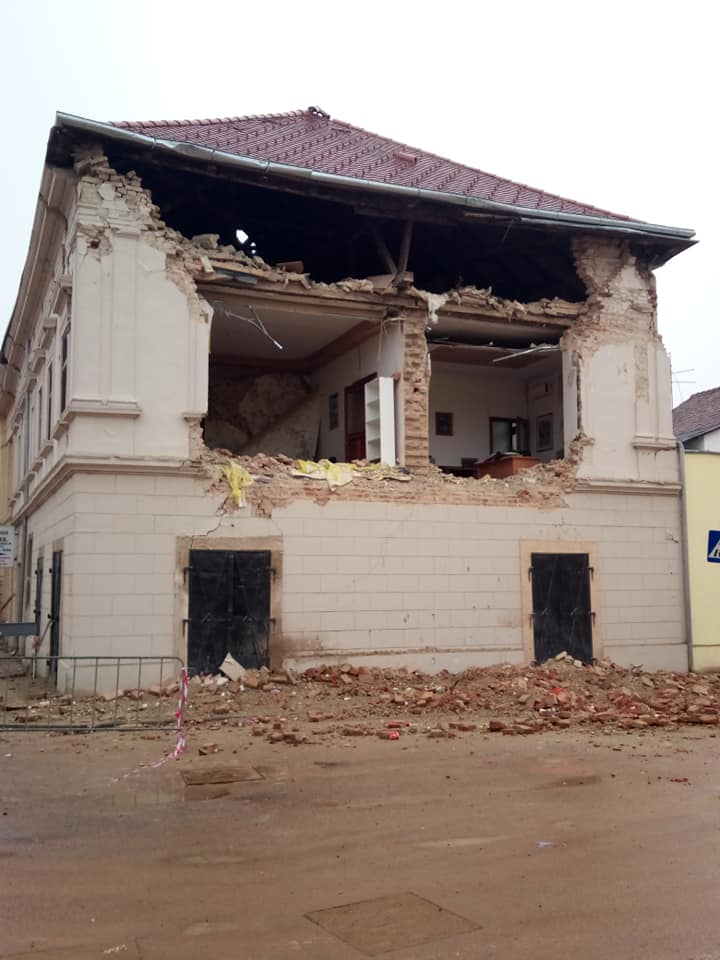
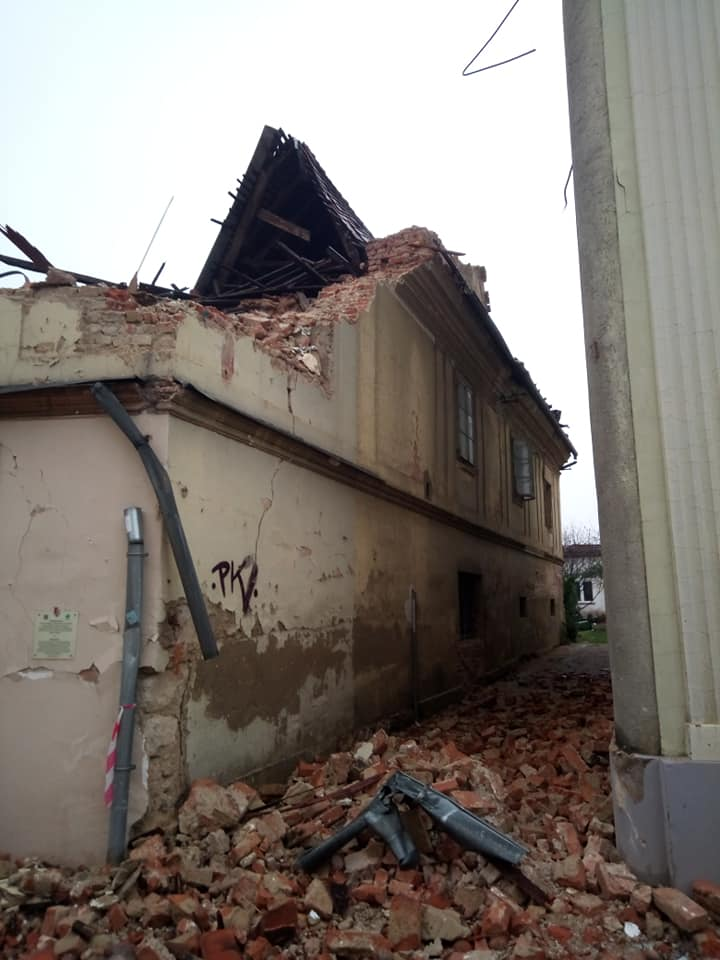
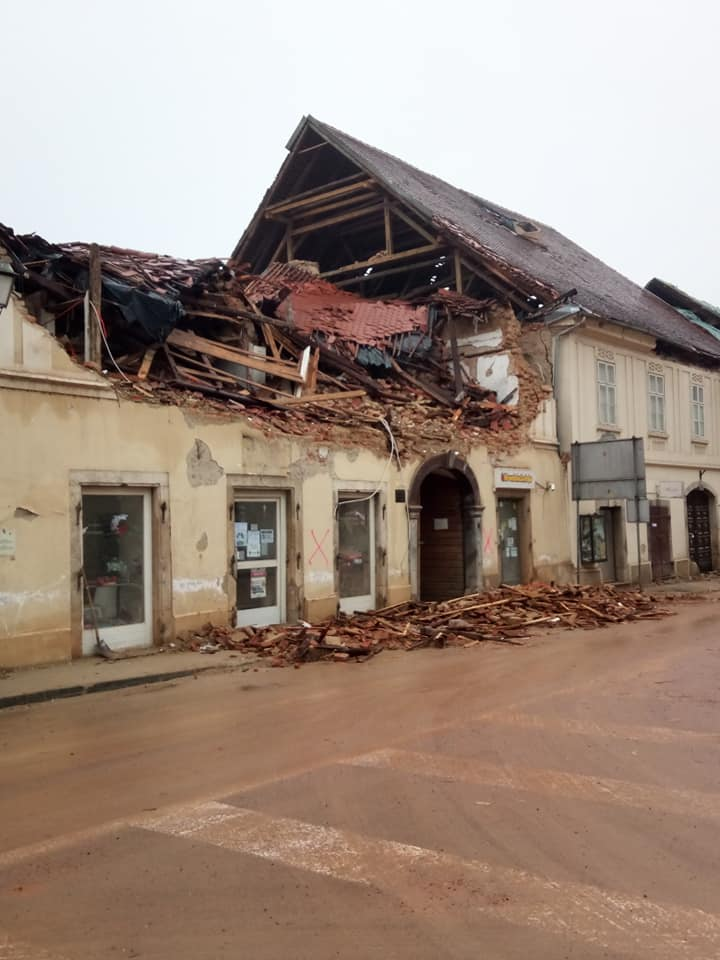
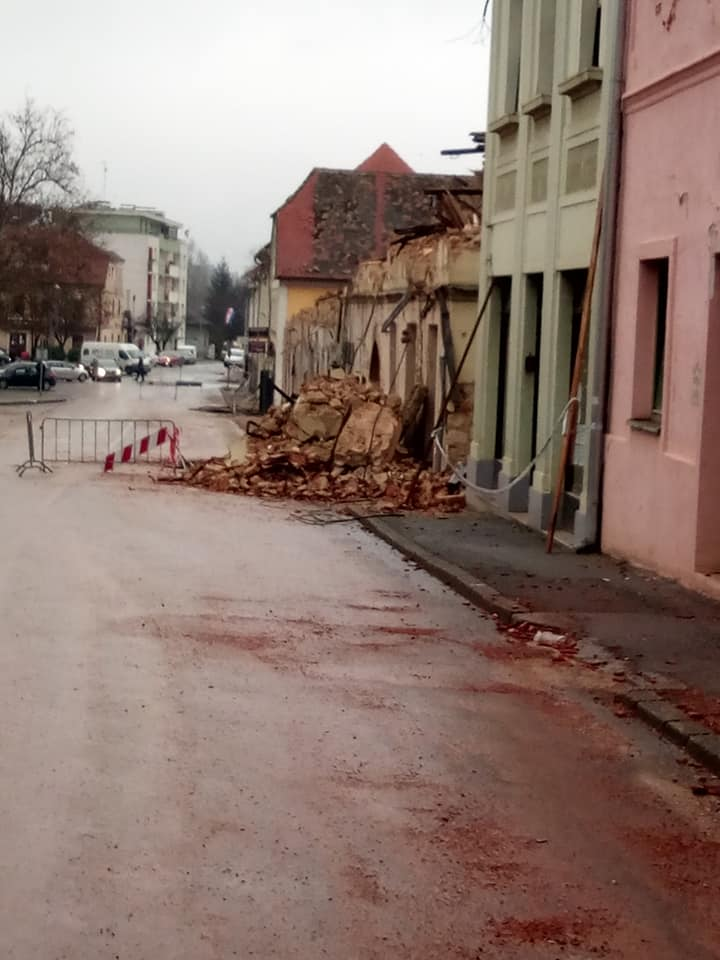
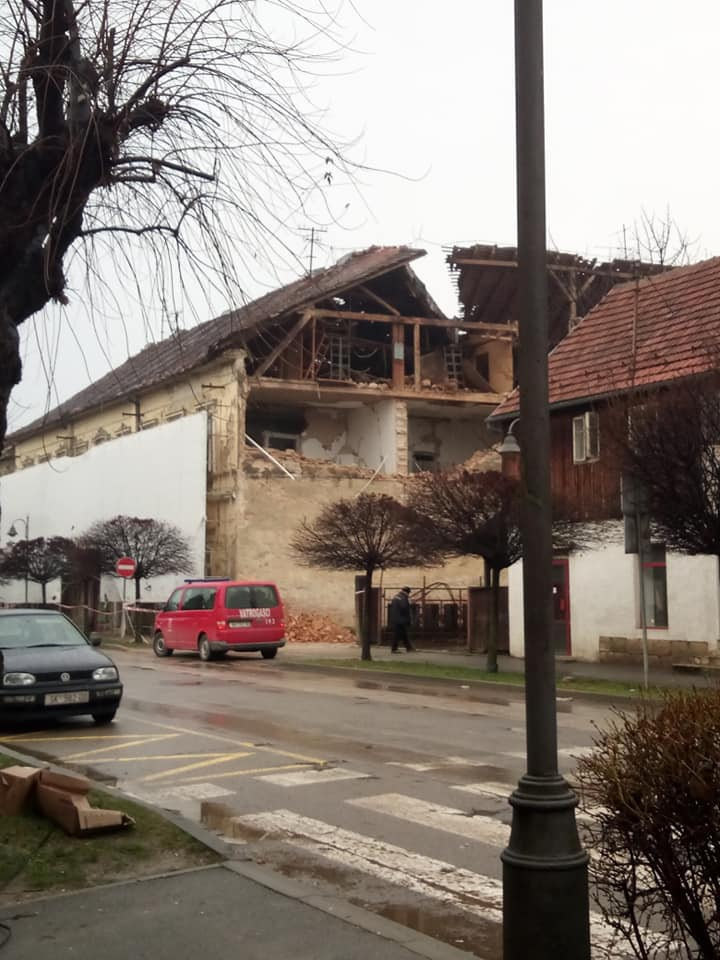

### Żupania sisacko-moslawińska
W Petrinji, mieście położonym najbliżej epicentrum, prawie wszystkie domy zostały uszkodzone. Całe centrum miasta zostało mocno zniszczone. Jedna szkoła podstawowa została uszkodzona. Zniszczone zostały dachy ratusza i kościoła św. Wawrzyńca. Cała wieś Brześć Pokupski koło Petrinji została mocno zniszczona.
W mieście Sisak, położonym około 20 km na północny wschód od epicentrum, poważnie uszkodzone zostały szpital oraz ratusz. Mimo zniszczeń szpital nie został zamknięty. Najwięcej zniszczeń wyrządzono starym budynkom w centrum miasta. Szacuje się, że w Sisaku i okolicznych wioskach zostało uszkodzonych od 700 do 1000 domów.
We wsi Strašnik, gdzie znajdowało się epicentrum, a także w pobliskiej wiosce Sibić, prawie wszystkie domy zostały uszkodzone. Ewakuowano część mieszkańców wsi i ustawiono namioty z żywnością i wodą.
Majske Poljane to wieś, która najbardziej ucierpiała w wyniku trzęsienia ziemi; wszystkie budynki zostały uszkodzone, a wiele zawaliło. Jest to również miejsce z największą liczbą zgonów, spośród siedmiu ofiar śmiertelnych pięć miało miejsce właśnie w tej wiosce.
W Žažinie, zawalił się jeden kościół, raniąc trzy osoby i zabijając jeszcze jedną osobę.

### Zagrzeb
W Pokupsku, położonym około 20 km (12 mil) na północny zachód od epicentrum, wiele budynków zostało zniszczonych, w tym szkoła, przedszkole i kościół z XVIII wieku. W mieście Zaprešić, położonym około 60 km (37 mil) na północny zachód od epicentrum, zniszczeniu uległy trzy budynki mieszkalne, zmuszając ponad 50 rodzin do opuszczenia miasta. W Zagrzebiu, położonym około 50 km na północ od epicentrum, zostały uszkodzone budynki, odnotowano przerwy w dostawie prądu i wielu mieszkańców wyszło na ulice w obawie przed kolejnymi wstrząsami.

### Bośnia i Hercegowina
Budynki zostały uszkodzone w wielu miastach w północno-zachodniej Bośni i Hercegowinie, w kantonie Una-Sana i północnej Republice Serbskiej, które znajdują się w przybliżeniu między 30 km a 90 km na południowy zachód, południe i południowy wschód od epicentrum. Miasta, które zostały zniszczone to Velika Kladuša, Bihać, Cazin, Kozarska Dubica i Kostajnica, które najbardziej ucierpiały w wyniku trzęsienia ziemi. W Kostajnicy ogłoszono stan wyjątkowy, trzęsienie ziemi spowodowało sześć pożarów, zniszczono wiele budynków, w tym uznany za nieczynny ratusz.

### Słowenia
Budynki zostały uszkodzone w kilku regionach, głównie w pobliżu granicy ze Słowenią i Chorwacją. Ludzie zgłaszali uszkodzenia fasad, dachów i kominów z południowo-wschodnich miast Krško i Brežice oraz starego miasta Kostanjevica na Krki, które leży około 70 km na północny zachód od epicentrum. Elektrownia jądrowa Krško została automatycznie zamknięta, a później była systematycznie weryfikowana, bez zgłoszonych uszkodzeń. W północno-wschodniej Słowenii, około 125 km na północny zachód od epicentrum, doszło do przerw w dostawie prądu i łączności w rejonie jej centralnego miasta Maribor, zniszczeniu uległa budowla miejska w pobliskim Ptuju i kościół w Sveta Trojica. W Lublanie, stolicy, przerwano posiedzenie Parlamentu, a wnętrze budynku parlamentu doznało niewielkich uszkodzeń. W kraju nie odnotowano żadnych rannych.

## Ofiary

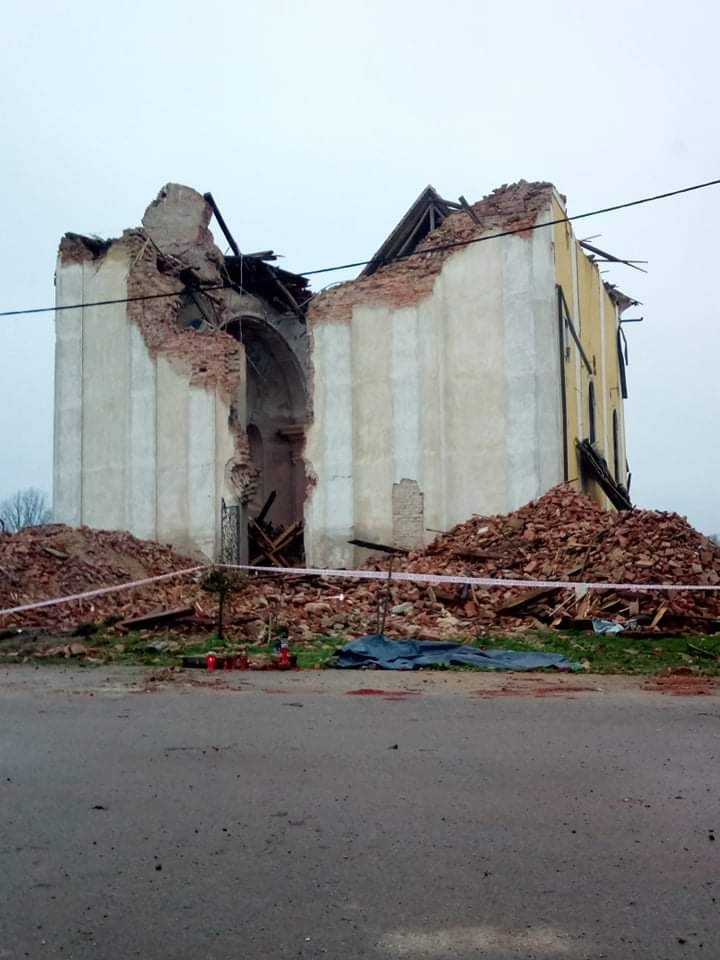
Kościół w Žažinie po trzęsieniu ziemi.

W Petrinja zmarła 13-letnia dziewczyna, a co najmniej 20 innych osób zostało rannych. Zacytowano burmistrza miasta, który stwierdził, że połowa miasta została zniszczona. Dwudziestoletni mężczyzna i jego ojciec zginęli, gdy zawalił się ich dom w Majske Poljane koło Gliny. Trzy inne osoby zostały później znalezione martwe w tej samej wiosce. Ze wszystkich osad dotkniętych trzęsieniem ziemi najbardziej ucierpiało Majske Poljane. Jedna osoba została później znaleziona martwa w Žažinie po zawaleniu się miejscowego kościoła.

## Reakcje międzynarodowe

### Kraje europejskie
- Albania – albański rząd przeznaczył 250 000 euro zostało na pomoc humanitarną i przyszłą odbudowę Petrinji[47].
- Bośnia i Hercegowina – Ministerstwo Bezpieczeństwa tego kraju zaoferowało chorwackiemu Ministerstwu Spraw Wewnętrznych – Centrali Ochrony Ludności – pomoc po trzęsieniu ziemi. Ministerstwo Bezpieczeństwa Bośni i Hercegowiny, po konsultacjach i koordynacji z instytucjami w Bośni i Hercegowinie oraz Chorwacji, udostępniło dwa zespoły ochrony i ratownictwa: zespół Federalnej Administracji Ochrony Cywilnej z 42 ratownikami oraz zespół Administracji Ochrony Ludności Republiki. Republiki Serbskiej z 18 ratownikami, którzy zostaną wysłani na dotknięty obszar ze sprzętem towarzyszącym, jeśli pomoc zostanie zaakceptowana przez Chorwację
- Bułgaria – Ministerstwo Spraw Zagranicznych złożyło kondolencje w imieniu Bułgarów i potwierdziło, że rząd Bułgarii przekaże 100 000 euro na renowację dwóch budynków o znaczącej wartości kulturowej dla Bułgarów w Chorwacji. Minister spraw zagranicznych Ekaterina Zachariewa oświadczyła również, że dwóch największych bułgarskich producentów wody butelkowanej wyraziło chęć pomocy mieszkańcom Chorwacji[48].
- Czarnogóra – Prezydent Milo Đukanović powiedział, że Czarnogóra jest gotowa pomóc Chorwacji[49]. Dritan Abazović, wicepremier Czarnogóry, dodał, że Chorwacja może oczekiwać, że Czarnogóra udzieli wszelkiej potrzebnej pomocy[50].
- Finlandia – Minister Spraw Zagranicznych Pekka Haavisto złożył kondolencje ofiarom i oświadczył, że Finlandia zaoferowała pomoc w ramach unijnego mechanizmu ochrony ludności
- Grecja – Premier Kyriakos Mitsotakis złożył kondolencje rodzinom ofiar, zapewniając jednocześnie, że grecki Sekretariat Generalny ds. Ochrony Ludności jest gotowy do pomocy[51].
- Kosowo – Pełniący obowiązki prezydenta Vjosa Osmani i p.o. premiera Avdullah Hoti zaproponowali wysłanie zespołów poszukiwawczo-ratowniczych swoich sił zbrojnych do Chorwacji, aby pomóc w razie potrzeby[52].
- Macedonia Północna – Premier Zoran Zaev ogłosił, że jego gabinet podjął decyzję o wysłaniu do Chorwacji 6 000 000 denarów macedońskich (100 000 euro)[49].
- Polska – „W związku z silnym trzęsieniem ziemi, które nawiedziło Chorwację, składam wyrazy współczucia rodzinom ofiar i wszystkim poszkodowanym; Polska jest gotowa do udzielenia wszelkiej potrzebnej pomocy” – oświadczył szef MSZ Zbigniew Rau[53]. Szef MON-u Mariusz Błaszczak powiedział, że na prośbę strony chorwackiej, żołnierze Wojska Polskiego wraz z resortem obrony narodowej dostarczają wojskowe namioty mieszkaniowe dla kilkuset osób, które straciły swoje domy w wyniku trzęsienia ziemi[54].
- Rumunia – Departament ds. Sytuacji Nadzwyczajnych (DSU) wykazał gotowość do interwencji i wsparcia władz chorwackich. Zespoły poszukiwawczo-ratownicze DSU zadeklarowały gotowość interwencji w Chorwacji na podstawie wniosku o pomoc wystosowanego przez chorwacki rząd[55]. Raed Arafat, szef Departamentu Sytuacji Nadzwyczajnych, zażądał, aby zespoły RO-USAR (rumuńskie – Urban Search and Rescue) były przygotowane do interwencji[56]. 30 grudnia premier Florin Cîțu ogłosił, że jego gabinet zatwierdził decyzję o wysłaniu pomocy w wysokości około 131,500 euro za pośrednictwem DSU i Krajowego Zarządu Rezerw Państwowych, składającej się z kontenerów mieszkalnych, namiotów, łóżek, materacy i śpiworów[57].
- Serbia – Prezydent Aleksandar Vučić ogłosił, że Serbia jest gotowa pomóc Chorwacji zarówno finansowo, jak i technicznie[58]. Następnego dnia rząd Serbii zdecydował o przekazaniu Chorwacji 1 000 000 euro na naprawę szkód spowodowanych trzęsieniem ziemi[59]. Grupa serbskich obywateli z Belgradu zebrała się przed ambasadą Chorwacji na znak poparcia[60].
- Słowenia – Premier Janez Janša zaproponował, że wyśle namioty, łóżka i grzejniki, aby pomóc w opiece nad tymi, którzy stracili domy podczas trzęsienia ziemi; zaproponował również wysłanie ekspertów w celu oceny szkód[49].
- Turcja – Prezydent Recep Tayyip Erdoğan w rozmowie telefonicznej ze swoim chorwackim odpowiednikiem Zoranem Milanoviciem złożył kondolencje Chorwacji w związku z trzęsieniem ziemi o sile 6,4 stopnia. Erdoğan stwierdził również, że Turcja jest gotowa zapewnić zespoły poszukiwawczo-ratownicze oraz wszelką inną pomoc, jaka może być potrzebna[61].
- Włochy – Premier Giuseppe Conte powiedział na Twitterze, że Włochy są gotowe udzielić Chorwacji wszelkiej potrzebnej pomocy[62]
- Węgry – Premier Viktor Orbán zaoferował pomoc w łagodzeniu skutków katastrof i odbudowie w liście do prezydenta Chorwacji Zorana Milanovića[63]

### Organizacje międzynarodowe
- Unia Europejska – Przewodnicząca Komisji Europejskiej Ursula von der Leyen powiedziała, że Unia Europejska jest gotowa wesprzeć kraj i poprosiła komisarza UE ds. Zarządzania kryzysowego Janeza Lenarčiča o wyjazd do Chorwacji[58].

## Po trzęsieniu ziemi
Trzęsienie ziemi zapobiegawczo zamknięto elektrownię jądrową Krško w Słowenii, oddalonej o około 100 km. Elektrownia jądrowa Paks na Węgrzech, oddalona o około 300 km, również odczuła trzęsienie ziemi, ale nie zaprzestała produkcji energii elektrycznej.
Chorwacja ogłosiła 2 stycznia 2021 dniem żałoby narodowej dla upamiętnienia ofiar tego trzęsienia ziemi.